# Copernicia
Copernicia er en slægt af ca. 24 arter, som er udbredt i savanneområder og langs flodlejer i Syd- og Mellemamerika. Det er slanke planter med høje stammer og vifteformede blade. Blomstringen er kraftig, men frugterne spises ikke. Flere arter udnyttes kommercielt. Her nævnes kun de arter, som har økonomisk betydning i Danmark.
| Arter |

- Copernicia hospitata (Cubavoks-Palme)
- Carnaubavoks-Palme (Copernicia prunifera)